# Conquête du Touat et du Gourara (1582)
Pour les articles homonymes, voir Conquête du Touat et du Gourara.
La conquête du Touat et du Gourara en 1582 fut menée par le sultan saadien du Maroc, Ahmed al-Mansour, pour conquérir la région du Touat et du Gourara.
En 1583, l'Empire chérifien a conquis Touat et Gourara, la place commerciale la plus importante du Sahara central du nord-ouest, Une taxe royale y fut instaurée. Cette conquête a arrêté l'expansion algéro-ottomane dans le Sahara alors qu'ils conquéraient Touggourt en 1552, Fezzan en 1577 et tentaient d'étendre leur influence sur le Touat et le Gourara en 1579. Cependant, cette conquête sécurise l'avancée marocaine vers le sud, et marque la conquête marocaine des Songhaï en 1591.